# Krombia minimella
Krombia minimella là một loài bướm đêm trong họ Crambidae.